# Joel Aguilar
Joel Antonio Aguilar Chicas (Sensuntepeque, 2 luglio 1975) è un ex arbitro di calcio salvadoregno.

## Carriera
Diventato internazionale giovanissimo nel 2001, all'età di soli 26 anni, ha condotto negli anni a seguire una carriera molto promettente.
Nel suo palmarès figurano le partecipazioni a due edizioni dei Mondiali di calcio Under-20 (nel 2007 in Canada e nel 2009 in Egitto) ed a un'edizione dei Mondiali di calcio Under-17 (nel 2007, in Corea del Sud, dove venne chiamato all'ultimo momento per sostituire la terna guidata dall'arbitro di Trinidad e Tobago Neale Brizan, risultata non idonea al termine dei test atletici).
Vanta anche la partecipazione a quattro edizioni della Gold Cup (la manifestazione per nazioni della Confederazione CONCACAF), nel 2007, nel 2009, nel 2011 e nel 2013: durante il torneo 2009 viene fortemente contestato dai messicani, per la sua direzione di gara in Messico-Panama, durante la quale vengono espulsi due giocatori panamensi, uno messicano e l'allenatore degli stessi, Javier Aguirre.
Nel 2011 dirige la finale di andata della CONCACAF Champions League tra C.F. Monterrey e Real Salt Lake e successivamente anche la finale (in gara unica) della CONCACAF Gold Cup 2011, tra USA e Messico.
Nel dicembre 2011 è selezionato dalla FIFA per la Coppa del mondo per club FIFA 2011, in programma in Giappone. Nell'occasione, è designato per una delle due semifinali, tra i qatarioti dell'Al-Sadd e gli spagnoli del Barcellona.
Nell'aprile 2012 viene inserito dalla FIFA in una lista di 52 arbitri preselezionati per i Mondiali 2014.
Nel giugno del 2013 è selezionato dalla FIFA per prendere parte alla Confederations Cup in Brasile. Nell'occasione viene designato per due partite della fase a gironi.
Nel luglio 2013, convocato per la CONCACAF Gold Cup, ne arriva a dirigere la finale per la seconda volta di fila, dopo l'edizione 2011. In questa occasione il match si svolge tra USA e Panama, con la vittoria degli statunitensi per 1-0.
Il 15 gennaio 2014 viene selezionato ufficialmente per i Mondiali 2014 in Brasile. Viene in tale competizione impiegato in due partite della fase a gironi: Argentina-Bosnia ed Erzegovina e Giappone-Grecia.
Il 7 luglio 2014 termina la sua esperienza in Brasile, essendo tra gli arbitri mandati a casa a seguito del taglio effettuato dopo i quarti di finale e prima delle ultime quattro gare.
Viene designato per la Coppa America 2015 disputatasi in Cile, dirigendo un incontro della fase a gironi: Ecuador-Bolivia.
Poco dopo, nel luglio 2015 è selezionato nuovamente per la CONCACAF Gold Cup. Qui dirige una partita della fase a gironi e successivamente viene designato (per la terza volta di fila dopo le edizioni 2011 e 2013) per la finale tra Giamaica e Messico.
Nel novembre del 2015 viene selezionato per il Mondiale per club 2015, dove dirige la semifinale tra Barcellona e Guangzhou Evergrande.
Nel 2016 viene selezionato per la Copa América Centenario, dove dirige un incontro della fase a gironi e la semifinale tra Colombia e Cile.
Nell'aprile 2017 viene resa nota dalla FIFA la sua convocazione al Mondiale Under 20, in programma tra maggio e giugno 2017 in Corea del Sud.
Il 29 marzo 2018 viene selezionato ufficialmente dalla FIFA per i mondiali di Russia 2018. Qui dirige una gara della fase a gironi, tra Svezia e Corea del Sud.